# Maly Semjatschik
Der Maly Semjatschik (russisch Малый Семячик) ist ein Vulkan auf der Halbinsel Kamtschatka in Russland.
Der Kamm des Berges hat eine Länge von 3 Kilometern mit drei Kratern. Seine Höhe beträgt 1560 Meter.
Der südliche Krater, der Troizkij (Троицкий), ist bemerkenswert, weil sich in ihm ein 180 Meter tiefer türkisfarbiger Säuresee mit einem Durchmesser von rund 550 Metern befindet. Ungefähr 170–200 Meter unterhalb des Kraterrandes befindet sich ein annähernd runder Kratersee mit einem Durchmesser von 510 bis 590 Metern, der aus Schwefelsäure und Salzsäure hoher Konzentration besteht. Die Wassertemperatur liegt zwischen 27 und 42 Grad Celsius.
Ein Abstieg zum See ist bei gutem Wetter möglich, aber Säuredämpfe lassen einen längeren Aufenthalt in Ufernähe nicht zu.